# Andrius Pojavis
Andrius Pojavis (ur. 25 listopada 1983 w Jurborku) – litewski piosenkarz. Reprezentant Litwy w 58. Konkursie Piosenki Eurowizji (2013).

## Dzieciństwo i edukacja
Pojavis zaczął śpiewać w dzieciństwie. Podczas nauki w liceum grał w zespole No Hero. Po ukończeniu szkoły przeprowadził się do Wilna, gdzie ukończył studia historyczne na Litewskim Uniwersytecie Nauk o Wychowaniu oraz grał w kilku grupach muzycznych, w tym m.in. w formacji Hetero, która w 2006 roku wygrała konkurs muzyczny EuroRock. Niedługo potem przeprowadził się do Irlandii, gdzie zaczął pisać materiał na swoją debiutancką płytę.

## Kariera muzyczna
W 2012 roku zaczął nagrania albumu w studiu Massive Arts w Mediolanie. Pierwszy singiel piosenkarza – „Traukiniai” – ukazał się w kolejnym roku. W tym samym roku premierę miał jego debiutancki album studyjny zatytułowany Aštuoni.
W 2013 roku Pojavis został ogłoszony jednym z uczestników litewskich eliminacji eurowizyjnych, do których zgłosił się z utworem „Something”. W listopadzie pomyślnie przeszedł przez rundę ćwierćfinałową, miesiąc później wystąpił w półfinale, z którego awansował do finału. W rundzie finałowej, która odbyła się 20 grudnia, artysta zdobył ostatecznie największe poparcie jurorów i telewidzów, dzięki czemu został reprezentantem Litwy podczas 58. Konkursie Piosenki Eurowizji.
14 maja Pojavis wystąpił w pierwszym półfinale konkursu jako dziesiąty w kolejności i z dziewiątego miejsca awansował do finału widowiska, w którym zajął ostatecznie 22. miejsce z 17 punktami na koncie.
We wrześniu 2013 roku Pojavis wydał swój nowy singiel – „Play Your Game”. W lutym 2015 roku premierą miał kolejny utwór piosenkarza – „Summertime Lights”.
W 2024 roku bez powodzenia ubiegał się o ponowne reprezentowanie Litwy na Eurowizji, zajmując z utworem „Sing me a hug” ostatnie miejsce w drugim półfinale litewskich preselekcji.

## Życie prywatne
Pojavis mieszka obecnie w Lincoln w Wielkiej Brytanii razem ze swoją żoną i dwiema córkami.

## Dyskografia

### Albumy studyjne
- Aštuoni (2012)